# Шебеко, Кирилл Иванович
Кирилл Иванович Шебеко (20 мая 1920, Циммермановка — 3 марта 2004, Владивосток) ― советский и российский живописец, заслуженный художник РСФСР (1966), заслуженный деятель искусств РСФСР (1981), член Союза художников России (1951), Почётный гражданин Владивостока.

## Биография
Родился в селе Циммермановка. В 1940 году окончил Благовещенское художественное училище. В 1941 годы был призван в армию, год воевал на фронтах Великой Отечественной войны. Впоследствии был награждён орденом Отечественной войны I степени, орденом Славы III степени.
В 1943 году поступил в Институт живописи, скульптуры и архитектуры имени И. Е. Репина в Ленинграде (обучался у известного художника Р. Р. Френца), который закончил в 1950 году, после чего перебрался в город Владивосток, где вплоть до 1968 года работал преподавателем во Владивостокском художественном училище. Начиная с 1968 года занимал должность профессора кафедры живописи и рисунка Дальневосточного государственного института искусств. У него обучались многие выдающиеся живописцы Дальнего Востока: В. В. Дружинин, И. И. Дункай, А. И. Жигалов и другие.
В течение многих лет принимал участие в художественных выставках, в том числе и за рубежом (Югославия, Польша, Чехословакия, Болгария, ГДР, Индия, Япония). В 1951 году вступил в Союз художников РСФСР, а в 1960—1972 являлся членом правления данного союза. Также был членом правления Союза художеств СССР в 1972―1977 гг.
В 2001 году награждён орденом Почёта.